# Дьёмрёи, Эдит
Эдит Дёмрёи Людовик (Дёмрёй Лудовик, англ. Edith Gyömrői Ludowyk, венг. Gyömrői Edit, на протяжении жизни также носила фамилии Gelb, Rényi, Glück, Ujvári, Ludowyk; 8 сентября 1896 — 10 февраля 1987) — венгерская поэтесса, писательница, психотерапевт и коммунистка. После эмиграции в 1938 году стала одной из самых видных «европейских радикалов» на Шри-Ланке, участвовавших в левом движении на острове.

## Ранние годы
Эдит родилась в Будапеште в ассимилированной еврейской семье среднего класса у производителя мебели Марка Гелба и Илоны Пфайфер. Отец сменил фамилию на Дьёмрёи в 1899 году, когда дочери было три года. У неё был младший брат Борис и старшая (на два года) сестра Марта.
По настоянию отца она начала изучать дизайн интерьера, но позже бросила учёбу. Благодаря своему дяде, известному психиатру Иштвану Холлошу, она начала изучать психоанализ и посетила 5-й Международный психоаналитический конгресс в Будапеште. В конце 1914 года она вышла замуж за инженера-химика Эрвина Реньи, но брак закончился разводом в 1919 году. В 1916 или 1917 году она перешла в римско-католическую религию. Вскоре у супругов родился сын Габор, впоследствии погибший в фашистском трудовом лагере (он хотел эмигировать к тётке к США, но ему не выдали визу, сославшись на заполненность квоты).

## Коммунистическая активистка
С 1918 года она принимала участие в собраниях «Воскресного кружка» (венг. Vasárnapi Kör, нем. Sonntagskreis) — группы левых интеллектуалов, в которую входил психоаналитик Рене Шпиц; там она познакомилась с такими фигурами, как Дьёрдь Лукач, Карл Мангейм, Оскар Яси, братья Михай и Карой Поланьи. Свою литературную деятельность начала с антивоенных стихов в кругу Лайоша Кашшака. В 1919 году вышел её дебютный поэтический сборник под названием «Стихи Эдит Реньи» (Rényi Edit versei).
Во время недолговечной Венгерской Советской Республики в 1919 году она работала в Народном комиссариате по просвещению под руководством Эрнё Лорши. После падения коммуны из-за румынского вторжения некоторое время скрывалась от контрреволюционных сил на квартире Оскара Яси, но на неё донесли. Она бежала вместе с русской художницей Еленой Грабенко (первой женой Дьёрдя Лукача) в Вену, где зарабатывала на жизнь, работая на фабрике по производству зонтиков, а затем продавцом-консультантом в книжном магазине.
В круг её друзей входили, среди прочих, венгерский писатель Бела Балаж, художница Анна Леснаи, революционерка Илона Дучинская, композитор Ханс Эйслер, чешский публицист Эгон Киш и Герман Брох, переводивший её стихи на немецкий язык. После Австрии она недолгое время находилась в Чехословакии (Ужгороде) и Румынии (Тимишоаре и Клуж-Напоке). После высылки из Румынии за коммунистическую деятельность в 1923 году она поселилась в Берлине со своим вторым мужем Ласло Тёльди (Глюком), который работал в Праге в советском торговом представительстве.
Она работала художником по костюмам для фильмов Элизабет Бергнер на киностудии Neumann Produktion, занималась фотографией, письменными и устными переводам. Некоторое время она также работала в редакции газеты организации Коммунистической партии Германии «Rote Hilfe» (в 1934 году её исключили из Компартии Германии, но она осталась при коммунистических идеалах). Она познакомилась с Бертольтом Брехтом, Ильёй Эренбургом и Ольгой Чеховой. В 1925 году провела полгода в Париже, за это время организовала первую выставку Лайоша Тиханьи там.

## Психоаналитическая карьера
В то же время она продолжила обучение в области психологии и в 1924—1929 годах изучала психоанализ у Отто Фенихеля, после чего занялась практикой в качестве психоаналитика. Поскольку официальные представители Немецкой психоаналитической ассоциации не симпатизировали левым политическим взглядам Дёмрёи, её поступление в Берлинский психоаналитический институт было отложено, однако она в течение трёх лет посещала все лекции и семинары. В 1933 году она прочла лекцию под названием «Введение в детский психоанализ» и заняла свою официальную кафедру.
Когда в 1933 году к власти пришёл Гитлер, Дьёмрёи тайно переправила материалы процесса Димитрова в Швейцарию; кроме того, ей и ещё нескольким женщинам-психоаналитикам пришлось эмигрировать в Прагу из-за еврейского происхождения и марксистских взглядов, противоречивших идеологии нацистской партии. В следующем, 1934 году, она вернулась в Будапешт, где стала экстраординарным (без права голоса) членом Венгерского психоаналитического общества под руководством Иштван Холлоша. В период с 1936 по 1938 год она регулярно проводила семинары и вечера дискуссий для матерей и педагогов по практическим вопросам образования, а также посещала такие дискуссии в Вене, организованные Анной Фрейд.
После Шамуэля Рапапорта Эдит Дьёмрёи в 1935—1936 годах была психотерапевтом известного венгерского поэта Аттилы Йожефа (как и она сама, коммуниста, исключённого из компартии), страдавшего от депрессии и суицидальных мыслей. Однако его симптомы только усилились. Влюбившись в Эдит, Аттила Йожеф написал ей своё известное любовное стихотворение «Очень больно» (Nagyon fáj), но чувства остались безответными, и поэт даже однажды даже заявился к Эдит с ножом, который у субтильного поэта быстро отобрал её жених, журналист Ласло Уйвари.

## Эмиграция на Шри-Ланку
Когда в 1938 году правый режим адмирала Хорти принял первые антиеврейские законы, положение Дьёмрёи как еврейки левых взглядов стало безнадёжным, и она решила эмигрировать из Венгрии на остров Цейлон (ныне Шри-Ланка). При поддержке английских психоаналитиков Эрнеста Джонса и Джона Рикмана покинула Триест на корабле и 8 февраля 1939 года обосновались на Цейлоне со своим третьим мужем Ласло Уйвари, который вскоре молодым умер от лейкемии в 1940 году.
После смерти мужа она хотела покинуть Коломбо, но встретила шекспироведа Эвелина Фредерика Чарльза Людовика (Лудовика), возглавлявшего кафедру английского языка в Университетском колледже Коломбо, а затем в Перадении. Он был на десять лет моложе её, а по происхождению — наполовину голландцем, наполовину сингальцем. Проведя некоторое время в 1941 году с сестрой, жившей в Лос-Анджелесе, в марте 1942 года Дёмрёи вышла замуж за Э. Ф. К. Людовика.
Она принялась изучать буддистскую философию и в 1944 году защитила диссертацию «Чудо и вера в раннем буддизме». Она занималась подготовкой костюмов и декораций для университетской театральной труппы мужа (DramSoc) и пользовалась большой популярностью среди студентов. Дёмрёи стала членом Индийской психоаналитической ассоциации на Цейлоне, но она также участвовала в местных левых и женских движениях.
Она вступила в троцкистскую «Ланка Сама Самаджа Парти» (ЛССП, Ланкийскую партию общественного равенства), читала молодым товарищам по партии лекции по введению в психоанализ. В 1947 году она вместе с Вивьен Гуневарденой и несколькими другими активистками трёх марксистских партий Цейлона — ЛССП, Большевистской партии общественного равенства («Сама Самаджа») и Коммунистической партии — основала «Объединённый женский фронт» («Эксат Кантха Перамуна»), первую автономную социалистическую женскую ассоциацию в стране. Основной задачей организации было отстаивание интересов трудящихся женщин. В 1948 году она опубликовала статью в газете «The Times of Ceylon» под названием «Феминизм или социализм?».
В 1940-х она также написала два романа на немецком: «Искупление» (Versöhnung), с библейскими темами, вышел на венгерском языке в 1979 году под названием «Примирение» (Megbékélés); однако автобиография «Против течения» (Gegen den Strom) осталась неопубликованной. В её этнопсихоаналитическом исследовании, озаглавленном «Обряды полового созревания у девочек в меняющемся обществе» (1955), раскрываются расширенные области её психологических и антропологических интересов: социальные изменения, психоанализ, проблемы полового созревания, женственности и обрядности.

## Поздние годы в Лондоне
В 1956 году, поскольку влажный климат острова вызывал у нее проблемы, пара переехала в Лондон. Там Дьёмрёи обрела признание как психоаналитик и продолжала свою практику до 80 лет. Она стала членом Британской психоаналитической ассоциации и принадлежала к кругу Анны Фрейд. Она преподавала будущим психоаналитикам, участвовала в международных конгрессах и публиковала научные работы (одна из самых известных — «Анализ молодой девушки, пережившей концентрационный лагерь», Analysis of a Young Concentration Camp Victim — была переведена на несколько языков).
В 1960-х секретарь Всемирного союза венгров Отто Беёти приглашал её посетить родину, но она сперва отказывалась, ссылаясь на травматическую ассоциацию Будапешта с погибшим сыном, однако уже в 1970-е годы она несколько раз приезжала Венгрию. На международном психоаналитическом конгрессе 1971 года в Вене она и Дьёрдь Хидаш обменивались идеями о повторном приеме венгерских психоаналитиков в Международную психоаналитическую ассоциацию. В 1974 году участвовала в конференции, посвящённой 101-летию со дня рождения Шандора Ференци, в 1977 году по приглашению Национального института неврологии и психиатрии прочла лекцию в Будапеште.
На склоне лет занималась реставрацией старых, ветхих загородных домов. После смерти мужа в 1986 году она переехала к своим друзьям и коллегам Энн-Мари и Джозефу Дж. Сэндлеру. Она умерла 11 февраля 1987 года.

## Работы
- Rényi Edit versei (Стихи Эдит Реньи), 1919
- Versohnung (Искупление)
  - Rényi Edit: Megbékélés; ford. Vermes Magda; Magvető, Bp., 1979.
- Gegen den Strom (Против течения) 1941
  - Edit Gyömrői: Gegen den Strom. Christiane Ludwig-Körner, Berlin, 2014.
  - Gyömrői Edit: Szemben az árral. Regény; jegyz., utószó Borgos Anna és Mihály Eszter, németből ford. Kis János; Jelenkor, Pécs, 2015.
- Miracle and Faith in Early Buddhism (Чудо и вера в раннем буддизме), 1944
- Pubertätsriten der Mädchen in einer in Umwandlung begriffenen Gesellschaft (Подростковые обряды среди девочек в постоянно меняющемся обществе), 1955